# Apanteles lebene
Apanteles lebene är en stekelart som beskrevs av Nixon 1967. Apanteles lebene ingår i släktet Apanteles och familjen bracksteklar. Inga underarter finns listade i Catalogue of Life.